# ساراتوفکا (سرزمین آلتای)
ساراتوفکا (به لاتین: Saratovka) یک منطقهٔ مسکونی در روسیه است که در سرزمین آلتای واقع شده‌است.